# Project Freedom
Project Freedom (aussi appelé Space Interceptor) est un jeu vidéo de combat spatial développé par City Interactive et édité par Merscom, sorti en 2004 sur Windows.

## Accueil
- Jeuxvideo.com : 11/20[1]